# Belluno (provins)
Provinsen Belluno (it. Provincia di Belluno) er en provins i regionen Veneto i det nordlige Italien. Belluno er provinsens hovedstad.
Der var 209.550 indbyggere ved folketællingen i 2001.

## Geografi
Provinsen Belluno grænser til:
- i nord mod Østrig (Tyrol og Kärnten),
- i øst mod Friuli-Venezia Giulia (provinserne Udine og Pordenone),
- i syd mod provinserne Treviso og Vicenza og
- i vest mod Trentino-Alto Adige (provinserne Trentino og Sydtyrol).

46°08′27″N 12°12′56″Ø / 46.140833333333°N 12.215555555556°Ø